# Coupes de Pâques
Les Coupes de Pâques sont une épreuve de course automobile qui a lieu chaque année depuis 1968 sur le Circuit Paul Armagnac à Nogaro, dans le département du Gers situé dans le sud-ouest de la France. Comme son nom l’indique, l'épreuve a lieu lors du week-end pascal, amenant cette dernière à se disputer en mars ou avril selon les années.

## Histoire

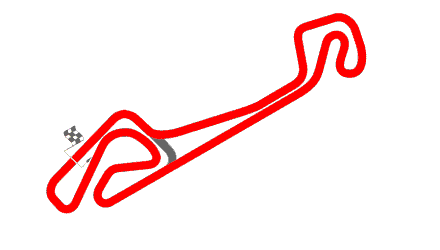
Le tracé de 1989 à 2007.

Ayant donc lieu en mars ou avril, cet événement est traditionnellement considéré en France comme le début de la saison de sport automobile. Elles ont accueilli pendant plusieurs années les championnats nationaux tel que le Championnat de France FFSA GT ou le championnat de France de Formule Renault, disputé dans le cadre du GT Tour. Depuis 2012, l'épreuve phare est le Championnat du Monde FIA GT. Après le Championnat d'Europe FIA GT3, le Championnat du monde FIA GT1 et le FIA GT Series, en 2014 et 2015, le circuit accueille le Blancpain Sprint Series.
2017 marque une année importante dans l'histoire des Coupes de Pâques puisque le circuit fête le 50e anniversaire de l'épreuve disputée continuellement chaque année depuis sa création.
Des pilotes célèbres comme Alain Prost, Jean-Pierre Jaussaud, Jean-Pierre Jabouille et Jean Alesi les ont remportées.

## Circuit

Le Circuit Paul Armagnac, cadre des Coupes de Pâques.

Les Coupes de Pâques se déroulent sur le Circuit Paul Armagnac dans le Gers. Il est caractérisé par ses nombreux virages variés, qui en font un tracé technique. Il comporte également une ligne droite de plus de 900 mètres, la « ligne droite de l'aérodrome », lieu de nombreux dépassements. Ce circuit est célèbre car il a accueilli à deux reprises le Grand Prix moto de France.

## Palmarès
| Palmarès des Coupes de Pâques | Palmarès des Coupes de Pâques                     | Palmarès des Coupes de Pâques       | Palmarès des Coupes de Pâques                     | Palmarès des Coupes de Pâques |
| Saison                        | Vainqueur                                         | Vainqueur                           | Formule / Championnat                             | Résultats                     |
| Saison                        | Pilote                                            | Voiture                             | Formule / Championnat                             | Résultats                     |
| ----------------------------- | ------------------------------------------------- | ----------------------------------- | ------------------------------------------------- | ----------------------------- |
| 1968                          | Jean-Pierre Jaussaud                              | Tecno 68-3 Ford/Tecno               | Formule 3 / Championnat de France                 | Résultats                     |
| 1969                          | Jean-Pierre Jaussaud                              | Tecno 69-3 Ford/Novamotor           | Formule 3 / Championnat de France                 | Résultats                     |
| 1970                          | Jean-Pierre Jaussaud                              | Tecno 69-3 Ford/Tecno               | Formule 3 / Championnat de France                 | Résultats                     |
| 1971                          | François Migault                                  | Martini MW7 Ford/Novamotor          | Formule 3 / Championnat de France                 | Résultats                     |
| 1972                          | Michel Leclère                                    | Alpine A368 Renault/Dudot           | Formule 3 / Championnat de France                 | Résultats                     |
| 1973                          | Christian Ethuin                                  | Martini MK12 Ford/Vegantune         | Formule 3 / Championnat de France                 | Résultats                     |
| 1974                          | Jean-Pierre Jabouille                             | Alpine A441                         | Sport-prototypes                                  | Résultats                     |
| 1975                          | Dany Snobeck                                      | Martini MK15 Renault                | Formule Renault Europe                            | Résultats                     |
| 1976                          | Alain Cudini                                      | Lola T410 Renault                   | Formule Renault Europe                            | Résultats                     |
| 1977                          | Alain Prost                                       | Martini MK20E Renault               | Formule Renault Europe                            | Résultats                     |
| 1978                          | Jean-Claude Dutrey                                | Martini MK24 Renault                | Formule Renault / Championnat de France           | Résultats                     |
| 1979                          | Alain Abdel                                       | Lola T510 Renault                   | Formule Renault / Championnat de France           | Résultats                     |
| 1980                          | Jean-Michel Neyrial                               | Martini MK30 Renault                | Formule Renault / Championnat de France           | Résultats                     |
| 1981                          | Pierre Petit                                      | Martini MK31 Toyota/Novamotor       | Formule 3 / Championnat de France                 | Résultats                     |
| 1982                          | Pierre Petit                                      | Ralt RT1 Toyota/Novamotor           | Formule 3 / Championnat de France                 | Résultats                     |
| 1983                          | Michel Ferté                                      | Martini MK39 Alfa Romeo             | Formule 3 / Championnat de France                 | Résultats                     |
| 1984                          | Frédéric Delavallade                              | Martini MK42 Alfa Romeo/Novamotor   | Formule 3 / Championnat de France                 | Résultats                     |
| 1985                          | Pierre-Henri Raphanel                             | Martini MK45 Alfa Romeo             | Formule 3 / Championnat de France                 | Résultats                     |
| 1986                          | Yannick Dalmas                                    | Martini MK49 Volkswagen/Spiess (en) | Formule 3 / Championnat de France                 | Résultats                     |
| 1987                          | Jean Alesi                                        | Dallara F387 Alfa Romeo             | Formule 3 / Championnat de France                 | Résultats                     |
| 1988                          | Érik Comas                                        | Dallara F388 Alfa Romeo/Novamotor   | Formule 3 / Championnat de France                 | Résultats                     |
| 1989                          | Eric Hélary                                       | Reynard 893 Alfa Romeo/Novamotor    | Formule 3 / Championnat de France                 | Résultats                     |
| 1990                          | Ludovic Faure                                     | Dallara F390 Alfa Romeo             | Formule 3 / Championnat de France                 | Résultats                     |
| 1991                          | Christophe Bouchut                                | Ralt RT32 Volkswagen/Spiess (en)    | Formule 3 / Championnat de France                 | Résultats                     |
| 1992                          | Emmanuel Clérico                                  | Dallara F392 Opel/Spiess (en)       | Formule 3 / Championnat de France                 | Résultats                     |
| 1993                          | Didier Cottaz                                     | Dallara F393 Fiat                   | Formule 3 / Championnat de France                 | Résultats                     |
| 1994                          | David Dussau                                      | Dallara F393 Opel                   | Formule 3 / Championnat de France                 | Résultats                     |
| 1995                          | David Dussau                                      | Dallara F394 Renault                | Formule 3 / Championnat de France                 | Résultats                     |
| 1996                          | Soheil Ayari                                      | Dallara F396 Opel                   | Formule 3 / Championnat de France                 | Résultats                     |
| 1997                          | Stéphane Sarrazin                                 | Dallara 396 Fiat                    | Formule 3 / Championnat de France                 | Résultats                     |
| 1998                          | Franck Montagny                                   | Martini MK73 Opel/Spiess (en)       | Formule 3 / Championnat de France                 | Résultats                     |
| 1999                          | Sébastien Bourdais                                | Martini MK79 Opel/Spiess (en)       | Formule 3 / Championnat de France                 | Résultats                     |
| 2000                          | Jonathan Cochet                                   | Dallara F399 Renault/Sodemo         | Formule 3 / Championnat de France                 | Résultats                     |
| 2001                          | Ryō Fukuda                                        | Dallara F399 Renault/Sodemo         | Formule 3 / Championnat de France                 | Résultats                     |
| 2002                          | Renaud Derlot                                     | Dallara F302 Renault/Sodemo         | Formule 3 / Championnat de France                 | Résultats                     |
| 2003                          | Christophe Bouchut                                | Seat Cordoba                        | Silhouette / Championnat de France                | Résultats                     |
| 2004                          | Patrick Bornhauser Olivier Thévenin               | Chrysler Viper GTS-R                | GTS / Championnat de France                       | Résultats                     |
| 2005                          | Olivier Dupard Patrice Goueslard                  | Chrysler Viper GTS-R                | GT1 / Championnat de France                       | Résultats                     |
| 2005                          | Dominique Dupuy François Fiat                     | Saleen S7-R                         | GT1 / Championnat de France                       | Résultats                     |
| 2006                          | Soheil Ayari Bruno Hernandez                      | Chrysler Viper GTS-R                | GT1 / Championnat de France                       | Résultats                     |
| 2007                          | Jean-Claude Police Mathieu Zangarelli             | Chrysler Viper GTS-R                | GT1 / Championnat de France                       | Résultats                     |
| 2008                          | Patrick Bornhauser Christophe Bouchut             | Saleen S7-R                         | GT1 / Championnat de France                       | Résultats                     |
| 2008                          | Jean-Philippe Dayraut Yvan Lebon                  | Corvette C5-R                       | GT1 / Championnat de France                       | Résultats                     |
| 2009                          | Bruno Hernandez Soheil Ayari                      | Corvette C6-R                       | GT1 / Championnat de France                       | Résultats                     |
| 2009                          | Patrick Bornhauser Laurent Groppi                 | Saleen S7-R                         | GT1 / Championnat de France                       | Résultats                     |
| 2010                          | Gabriel Balthazard Jean-Luc Beaubelique           | Ferrari F430                        | GT3 / Championnat de France                       | Résultats                     |
| 2010                          | Gabriel Balthazard Jean-Luc Beaubelique           | Porsche 997 Cup                     | GT3 / Championnat de France                       | Résultats                     |
| 2011                          | Patrick Bornhauser Laurent Groppi                 | Porsche 911 GT3 R (997)             | GT3 / Championnat de France                       | Résultats                     |
| 2011                          | Anthony Beltoise Laurent Pasquali                 | Porsche 911 GT3 R (997)             | GT3 / Championnat de France                       | Résultats                     |
| 2012                          | Stéphane Ortelli Laurens Vanthoor                 | Audi R8 LMS Ultra                   | GT1 (GT3+) / Championnat du monde                 | Résultats                     |
| 2013                          | Edward Sandström Frank Stippler                   | Audi R8 LMS Ultra                   | GT3 / FIA GT Series                               | Résultats                     |
| 2014                          | Maximilian Buhk Maximilian Götz                   | Mercedes-Benz SLS AMG GT3           | GT3 / Blancpain Sprint Series                     | Résultats                     |
| 2015                          | Maxime Martin Dirk Müller                         | BMW Z4 GT3                          | GT3 / Blancpain Sprint Series                     | Résultats                     |
| 2016                          | Valentin Simonet Pierre Sancinena Sébastien Dumez | Ligier JS P3                        | LMP3 / Championnat de France                      | Résultats                     |
| 2017                          | Rodophe Wallgren Gaël Castelli                    | Ginetta G55 GT4                     | GT4 / Championnat de France Coupe d'Europe du Sud | Résultats                     |
| 2017                          | David Hallyday Morgan Moullin-Traffort            | Porsche Cayman Clubsport MR GT4     | GT4 / Championnat de France Coupe d'Europe du Sud | Résultats                     |
| 2018                          | Robert Consani Benjamin Lariche                   | Ginetta G55 GT4                     | GT4 / Championnat de France                       | Résultats                     |
| 2018                          | Jean-Luc Beaubelique Jim Pla                      | Mercedes-AMG GT4                    | GT4 / Championnat de France                       | Résultats                     |
| 2019                          | Stéphane Lémeret Pierre-Alexandre Jean            | Alpine A110 GT4                     | GT4 / Championnat de France                       | Résultats                     |
| 2020                          | Ricardo van der Ende Benjamin Lessennes           | BMW M4 GT4                          | GT4 / Championnat de France                       | Résultats                     |
| 2020                          | Jean-Luc Beaubelique Jim Pla                      | Mercedes-AMG GT4                    | GT4 / Championnat de France                       | Résultats                     |
| 2020                          | Nicolas Gomar Mike Parisy                         | Aston Martin Vantage AMR GT4        | GT4 / Championnat de France                       | Résultats                     |
| 2021                          | Rodophe Wallgren Gaël Castelli                    | Alpine A110 GT4                     | GT4 / Championnat de France                       | Résultats                     |
| 2022                          | Nicolas Prost Rudy Servol                         | Alpine A110 GT4                     | GT4 / Championnat de France                       | Résultats                     |
| 2022                          | Hugo Chevalier Enzo Joulié                        | Mercedes-AMG GT4                    | GT4 / Championnat de France                       | Résultats                     |

## Galerie

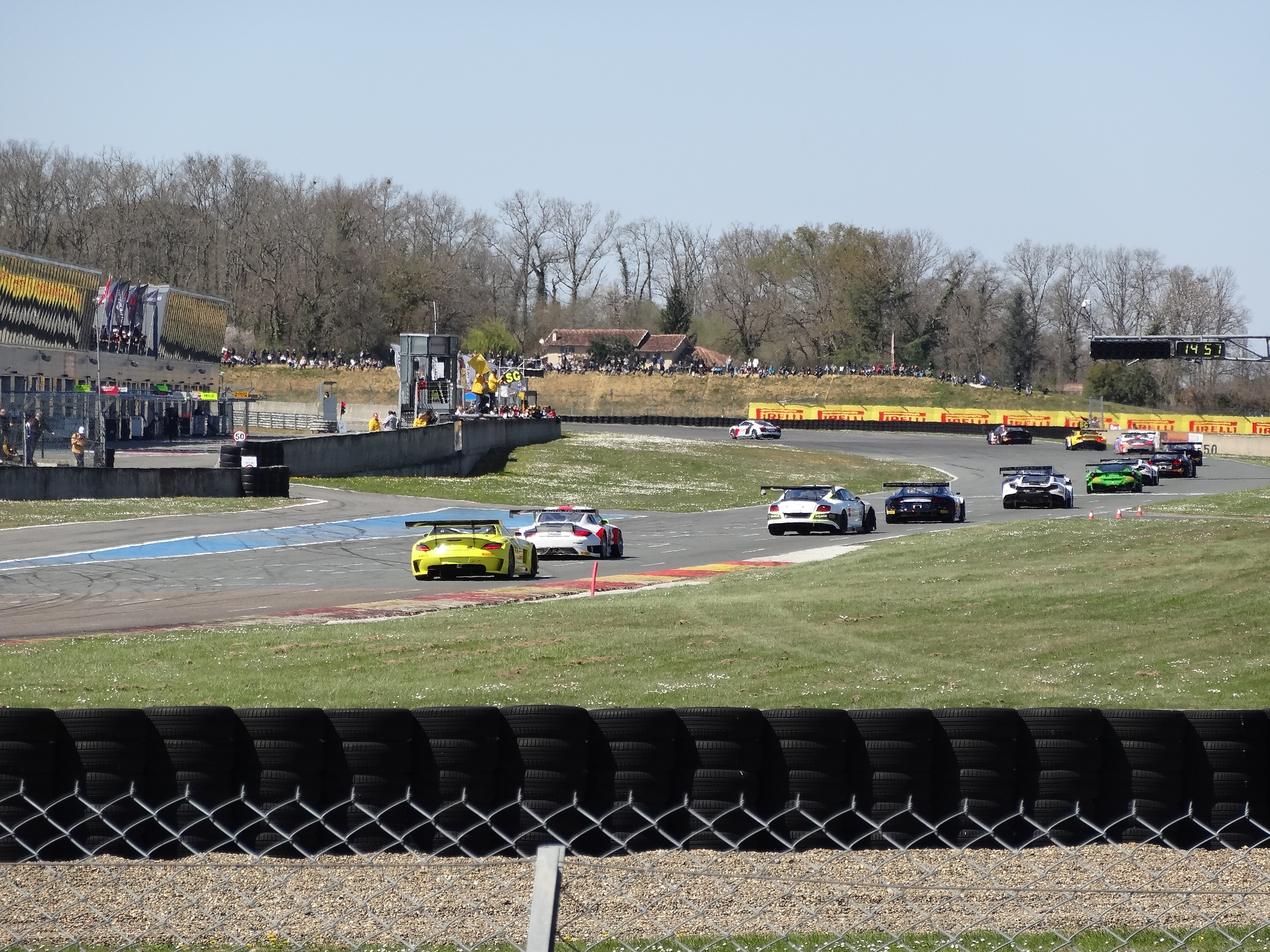
Ligne droite de départ en 2015.
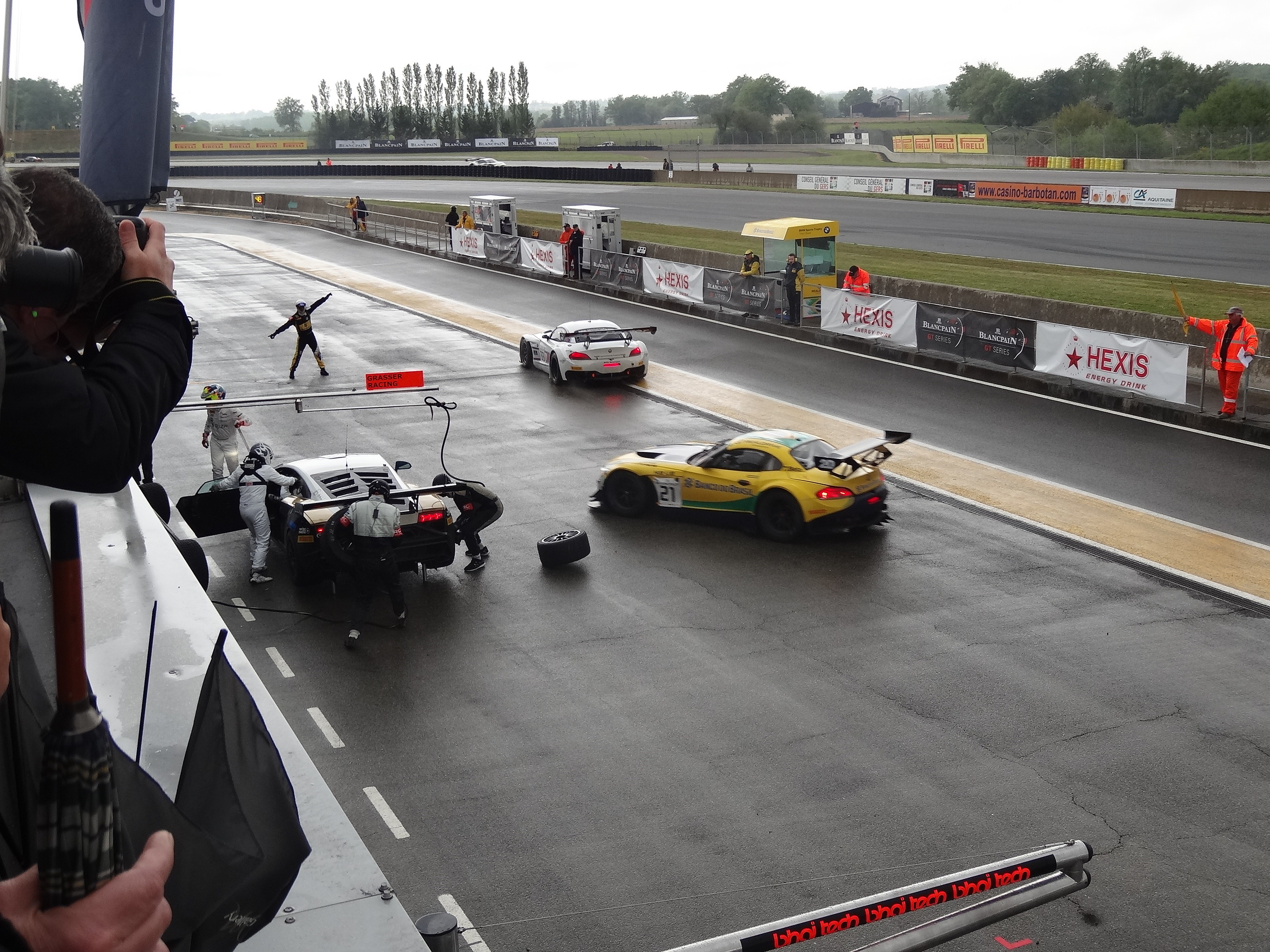
Les stands en 2014.
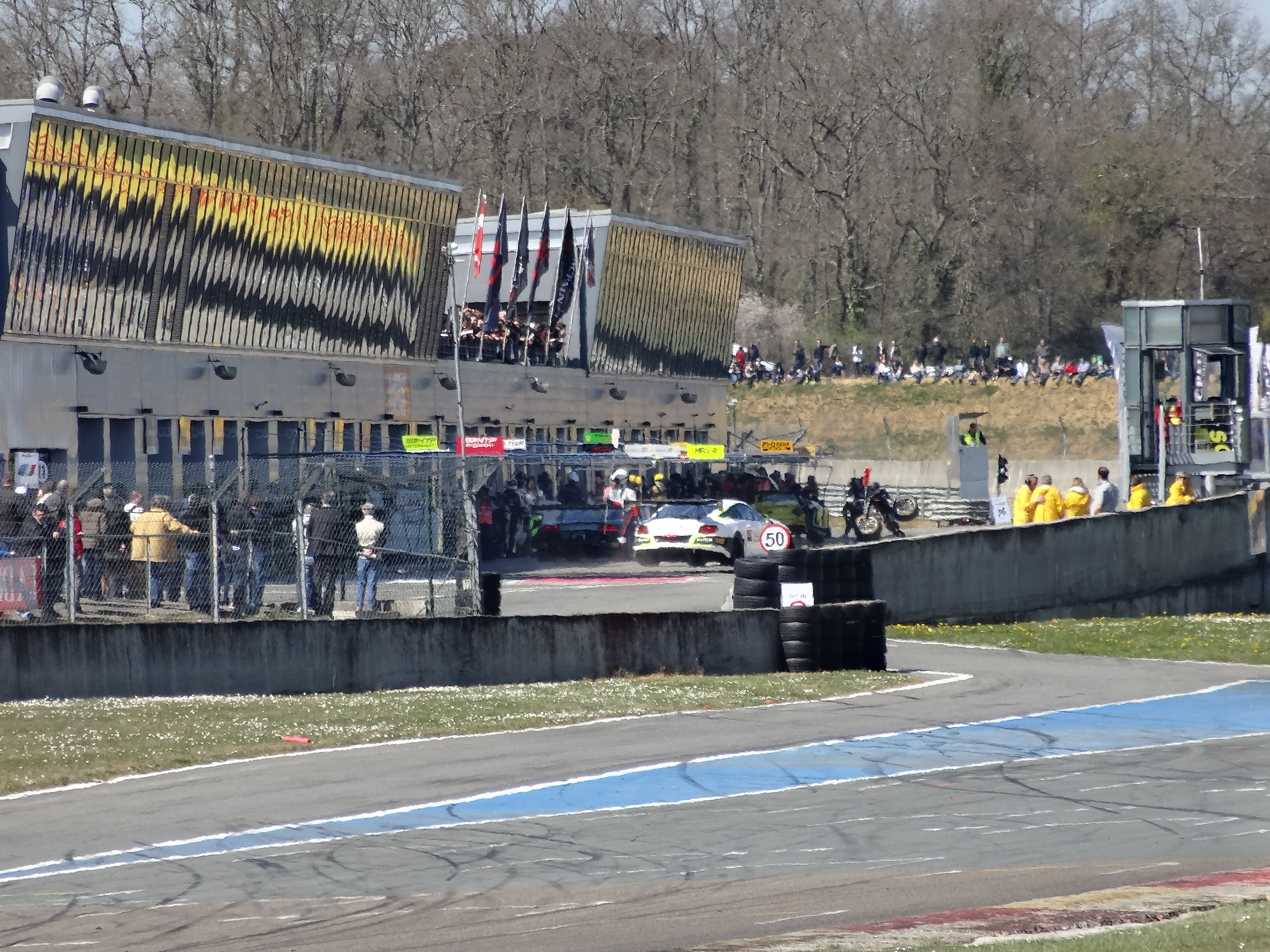
Autre vue des stands.